# Belinógrafo

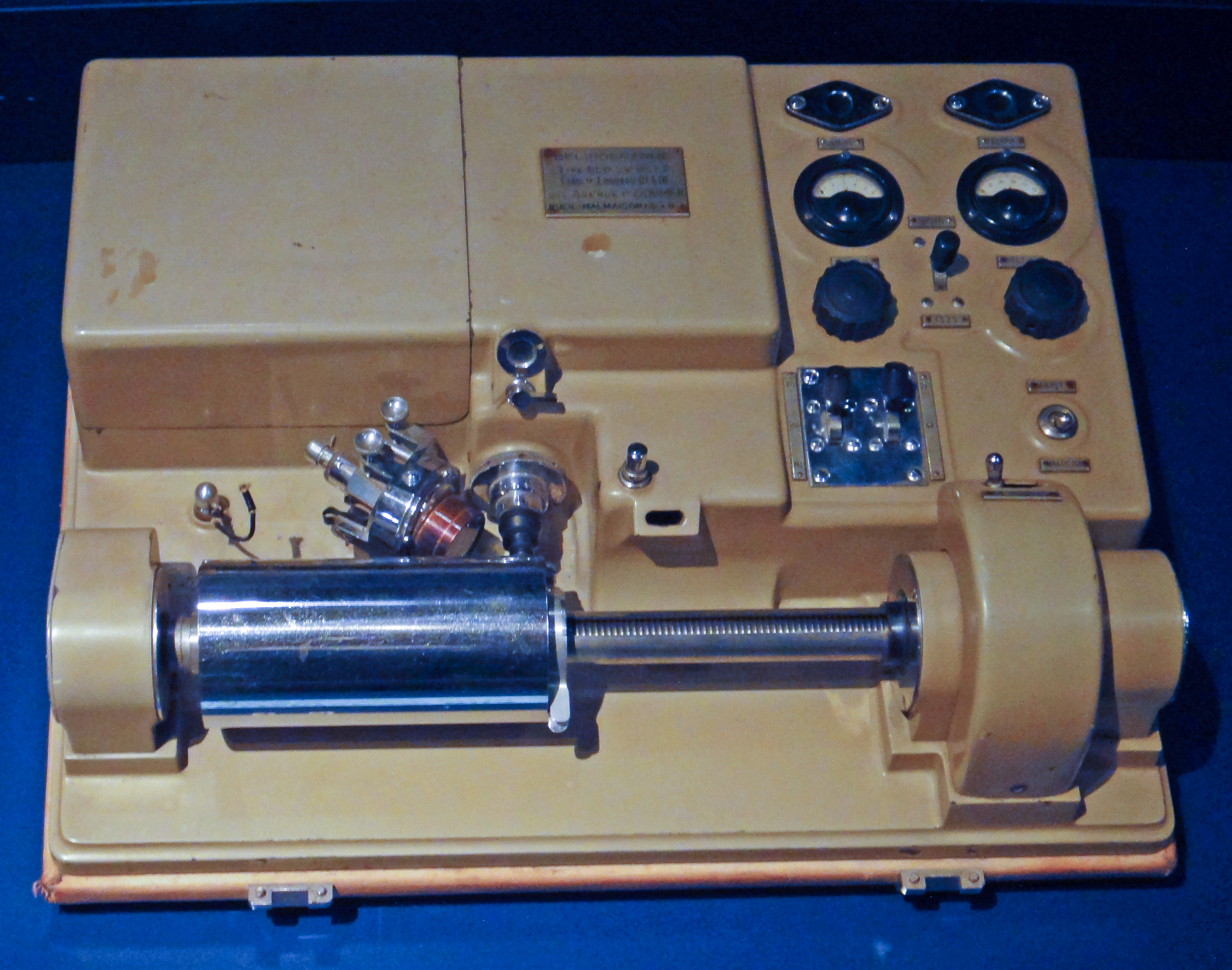
Belinógrafo

El belinógrafo fue un aparato creado en 1907 por Édouard Belin, un inventor francés, que servía para enviar fotografías en blanco y negro a distancia. Podía llegar a enviar fotografías de un continente a otro. Funcionaba mediante una fotocélula que escaneaba una imagen para transmitirla a través de la línea telefónica estándar.
Este invento sentó las bases para el servicio de telefoto de AT&T, una compañía de servicios telefónicos de Estados Unidos. Además, fue el precursor de la máquina de fax y también de la televisión.

## Funcionamiento
Funcionaba de la siguiente manera: se colocaba una imagen en un cilindro, que era móvil, y se escaneaba con un rayo de luz muy fuerte, que tenía una célula fotoeléctrica que podía convertir la luz o la ausencia de ésta en impulsos eléctricos transmisibles. La luz analizaba las líneas de la imagen mediante la célula fotoeléctrica; los diferentes niveles de gris se convierten en frecuencias sonoras y esto se retransmitía por telefonía. El sistema receptor recibía las frecuencias e imprimía la imagen analógica línea a línea en el papel fotográfico impresionable que tenía en su cilindro móvil. El proceso del belinógrafo utilizaba el principio básico sobre el que se basarían todas las máquinas subsiguientes de transmisión facsímil.
El envío de una fotografía en blanco y negro de 13x18 duraba 8 minutos si el sistema no fallaba.

## Antecedentes
Los primeros experimentos con transmisión de imágenes se remontan al 1884 con Paul Nipkow. Este ingeniero alemán puso las bases de lo que más tarde se llamaría televisión electromecánica. Esto lo hizo con un disco perforado de exploración por rotación, un conjunto de células fotoeléctricas y tubos de descarga de gases.

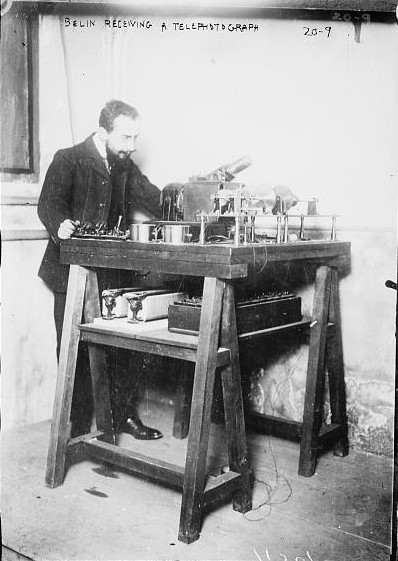
Édouard Belin con su belinógrafo

En 1907 el profesor Boris Rosing, de la Universidad de Sant Petersburg, utilizando el disco de Nipkow como emisor y el tubo de rayos catódicos de Ferdinand Braun como pantalla de recepción, consiguió transmitir algunas imágenes pero estaban muy borrosas.
A partir de aquí, los inventos que se desarrollaron de éstos, a parte del belinógrafo que llevó al fax, llevaron a la televisión analógica.

## Uso
Éste fue un invento muy utilizado por la prensa, ya que permitía a los fotógrafos enviar sus fotografías a la redacción muy rápidamente y desde cualquier parte del mundo.
La primera fotografía enviada por belinógrafo fue publicada en 1912 en Le Journal de París. Tardó 4 minutos en llegar y mostraba la inauguración que el presidente Raymond Poincaré hizo de la Feria de Lyon. Hacia 1926 salieron a la venta belinógrafos portátiles, que se transportaban en una maleta que pesaba 20 kg. Toda la prensa se equipó con estos artefactos. Al final, el belinógrafo acabó formando parte del equipamiento utilizado por la Associated Press de los Estados Unidos, y las imágenes transmitidas con esta técnica eran llamadas "belins."
La Western Union comenzó a transmitir fotografías de semitonos en 1921, la AT&T en 1924 y la RCA en 1926. La Associated Press comenzó sus servicios en 1935. Esto se convirtió en el primer sistema de transmisión rutinaria de telefotografía, y 30 años después, en 1964, la Xerox Corporation introdujo la LDX, la Long Distance Xerography, la conexión de dos fotocopiadoras a través de la red pública de teléfonos. Así, un documento escaneado a la fotocopiadora A sería impreso por la fotocopiadora B.
Aunque se intentó reemplazar el proceso del belinógrafo por alguna otra técnica, el procedimiento de Belin se mantuvo como la más eficaz hasta 70 años después de su invención.